# ФК Спартак Дебељача
ФК Спартак Дебељача је фудбалски клуб из Дебељаче, и тренутно се такмичи у Првој Јужнобанатској подручној лиги Панчево, петом такмичарском нивоу српског фудбала. Клуб је основан 1911. и један је од најстаријих клубова у Србији.
Након испадања из Српске лиге Војводина у сезони 2009/10., Спартак је у наредне две сезоне испао два ранга ниже. Прво је у сезони 2010/11.испао из Војвођанске лиге Исток, а затим у сезони 2011/12. из ПФЛ Панчево, тако да се од сезоне 2012/13. такмичио у шестом рангу такмичења, Другој јужнобанатској лиги Запад. У сезони 2017/18 Спартак је заузео прво место у Другој јужнобанатској лиги "Запад"-север, и изборио је такмичење у вишој лиги.

### Резултати Спартака претходних сезона
| Сезона         | Ранг                                                                                                  | Лига | Позиција |
| -------------- | --- | --- | -------- |
| 2006/07        | 4 | Војвођанска лига "Исток"                                                                                        | 1        |
| 2007/08        | 3 | Српска лига "Војводина"                                                                                         | 14       |
| 2008/09        | 3 | Српска лига "Војводина"                                                                                         | 14       |
| 2009/10        | 3 | Српска лига "Војводина"                                                                                         | 16       |
| 2010/11        | 4 | Војвођанска лига "Исток"                                                                                        | 16       |
| 2011/12        | 5 | ПФЛ Панчево | 16       |
| 2012/13        | 6 | Друга јужнобанатска лига "Запад"                                                                                | 5        |
| 2013/14        | 6 | Друга јужнобанатска лига "Запад" - група Север                                                                  | 6        |
| 2014/15        | 6 | Друга јужнобанатска лига "Запад" - група Север                                                                  | 1        |
| 2015/16        | 6 | Друга јужнобанатска лига "Запад" - група Север                                                                  | 4        |
| 2016/17        | 6 | Друга јужнобанатска лига "Запад" - група Север                                                                  | 2        |
| 2017/18        | 6 | Друга јужнобанатска лига "Запад" - група Север - Списак фудбалских клубова у Србији - Профил на srbijasport.net |          |
| Икона за клице | Овај чланак везан за фудбалски клуб је клица. Можете допринети Википедији тако што ћете га проширити. | |          |